# Вишнёвка (Гомельский район)
Вишнёвка (бел. Вішнёўка) — посёлок в Тереничском сельсовете Гомельского района Гомельской области Республики Беларусь.

## География

### Расположение
В 22 км на запад от Гомеля.

### Гидрография
На востоке мелиоративный канал, соединенный с рекой Уза (приток реки Сож).

## Транспортная сеть
Рядом автодорога Жлобин — Гомель. Планировка состоит из короткой прямолинейной, почти широтной улицы, застроенной двусторонне деревянными домами усадебного типа.

## История
Основан в конце XIX века переселенцами из соседних деревень. В 1926 году работало отделение связи, в Ивановском сельсовете Уваровичского района. В 1931 году жители вступили в колхоз. Во время Великой Отечественной войны 12 жителей погибли на фронте. В составе колхоза «1 Мая» (центр — деревня Тереничи).

## Население

### Численность
- 2004 год — 18 хозяйств, 28 жителей.

### Динамика
- 1926 год — 20 дворов, 100 жителей.
- 1959 год — 131 житель (согласно переписи).
- 2004 год — 18 хозяйств, 28 жителей.